# Karl Hilscher

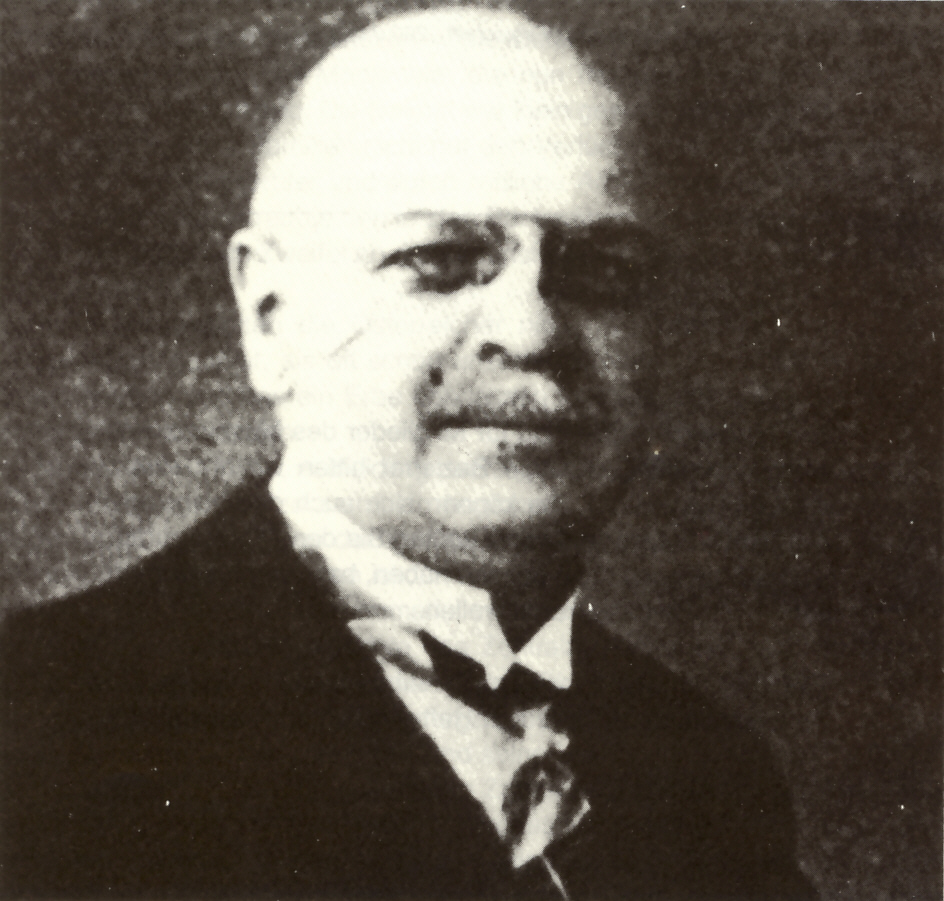
Karl Hilscher

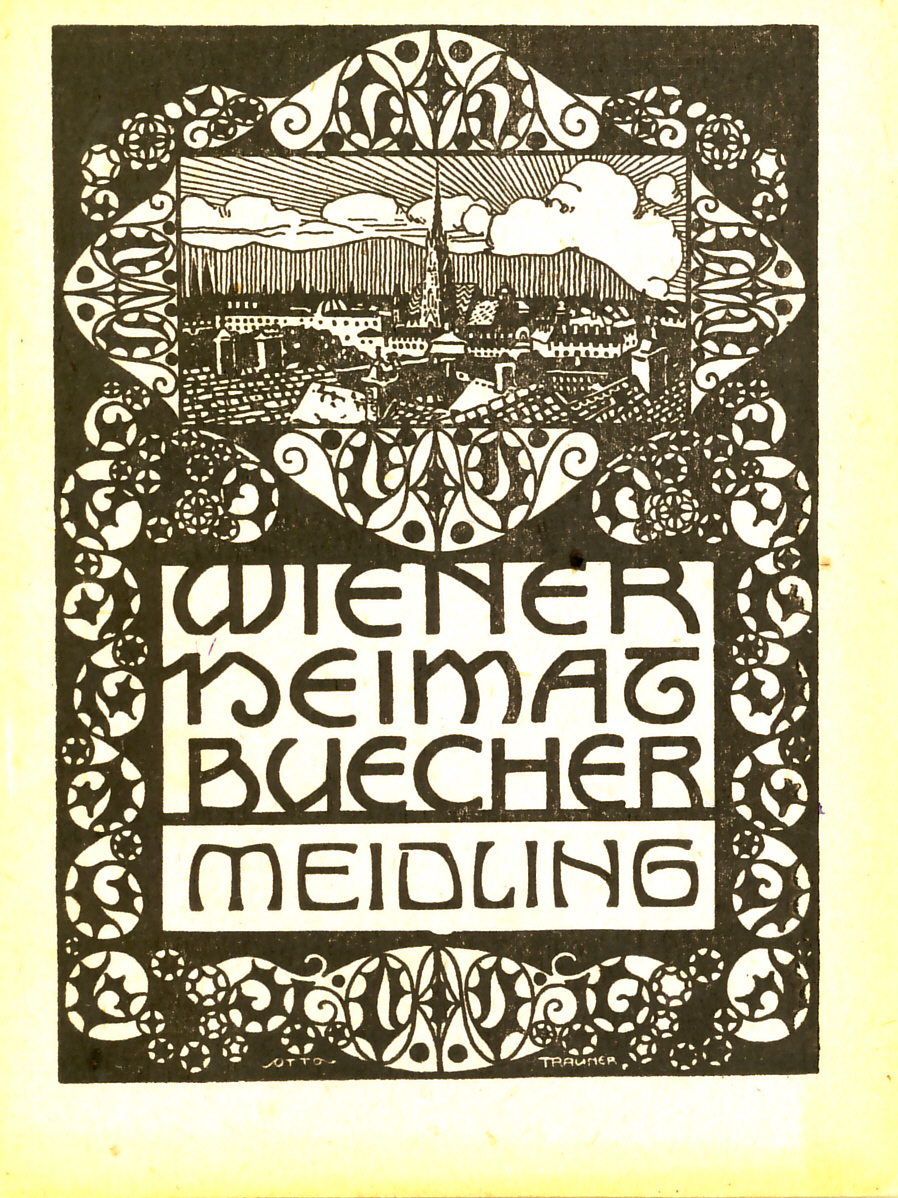
Karl Hilscher: Wiens 12. Gemeindebezirk Meidling. Wien 1923

Karl Hilscher (* 4. September 1873 in Wien; † 25. Mai 1936 ebenda) war ein österreichischer Heimatforscher, Pädagoge und Musiker. Er begründete das Meidlinger Heimatmuseum und machte sich um die Historiographie dieses Bezirkes verdient.

## Leben und Werk
Karl Hilscher besuchte die Lehrerbildungsanstalt und arbeitete dann an diversen Sonderschulen. Zuletzt war er Schulrat und Direktor einer solchen Schule in Währing. Er verfasste einige Werke zur Geschichte des Sonderschulwesens und gehörte zu den Mitarbeitern des sozialdemokratischen Schulreformers Otto Glöckel.
Durch seine pädagogische Tätigkeit kam Hilscher zur Heimatkunde. Auf diesem Gebiet liegt sein Hauptverdienst. Nachdem Hilscher schon zahlreiche Schriften zur Geschichte des 12. Wiener Gemeindebezirks Meidling verfasst hatte, kam es 1923 zur Gründung des Meidlinger Heimatmuseums, des ersten solchen Museums in Wien. Hilscher hatte mit einigen Gleichgesinnten (darunter auch Otto Glöckel) den Zentralausschuss für Heimatforschung gegründet, der es sich zur Aufgabe gemacht hatte, Gegenstände zur Heimatgeschichte zu sammeln und zu erforschen. Die erste Ausstellung des Zentralausschusses fand 1923 im Schulgebäude in der Singrienergasse statt. Das war die Geburtsstunde des Meidlinger Heimatmuseums, das Hilscher bis zu seinem Tode auch leitete. Durch Unterstützung des damaligen Meidlinger Bezirksvorstehers Alois Zanaschka fand das Museum noch im selben Jahr einen fixen Standort in der Bischoffgasse 10, an dem es bis 1955 verblieb.
1930 gab Hilscher das umfangreiche Handbuch Meidling. Der 12. Wiener Gemeindebezirk in Vergangenheit und Gegenwart heraus, das richtungsweisend für die Geschichtsschreibung des Bezirks wurde.
Neben seiner historiographischen Tätigkeit war Hilscher auch als Komponist, Sänger und Chorleiter aktiv. Er erlernte die Kompositionslehre bei Rudolf Bibl und Ferdinand Rebay. Hilscher leitete lange Jahre den Wilhelmsdorfer Männerchor Flora und gleichzeitig die Meidlinger Liedertafel, von 1905 bis 1913 stand er den Hetzendorfer Sangesfreunden vor. Von seinen Liedern und Chorkompositionen wurden am meisten gesungen: Ich weiß ein Blümlein, hold und licht, Abendlied, Ach Scheiden, Die Lore am Tore, An dem Brünnele, Zum Rhein, Die Hochzeit, Mein Mädel und Deutsches Donaulied.
Nach seinem Tode wurde er auf dem Meidlinger Friedhof bestattet. 1949 benannte man die Hilschergasse in Wien-Meidling nach dem Heimatforscher. An seinem Sterbehaus Zenogasse 5 wurde eine Gedenktafel angebracht.

## Schriften
- Johann Traugott Weise. Einer der ersten Hilfsschullehrer
- Welche Schulkinder sind den von der Gemeinde Wien freiwillig errichteten Hilfsschulen für schwachbefähigte Kinder zuzuweisen?
- Historische Nachrichten aus dem XII. Bezirke. Gorischek, Wien 1900–05
- Geschichte des Theresienbades in Wien XII. Wien 1902
- Das Gatterhölzl im 12. Bezirke und seine historischen Denkwürdigkeiten. Wien 1905
- Vom Weinbau im alten Wien. 1907
- Der 12. Bezirk zur Römerzeit und der Ursprung seines Namens. Wien 1910
- Die Denksäulen „Spinnerin am Kreuz“. Studie. Rauch, Wien 1915
- Das Theresienbad im 12. Bezirke in der Gegenwart. Wien 1915
- Meidlinger Denksäulen. Wien 1915
- Kaspar Hauser. Lüge oder Verbrechen? Hofmann, Wien 1915
- Zwei Meidlinger Ortssagen. Wiedererzählt und erklärt. Wien 1916
- Dr. Karl Haller, ein Bahnbrecher der Schwachsinnigenfürsorge in Österreich. 1916
- Professor Dr. Josef Knolz, ein Bahnbrecher der Schwachsinnigenfürsorge in Österreich. Buller, Wien 1917
- Ein verschwundener Wald in Wien und geschichtliche Denkwürdigkeiten seines Bodens und seiner nächsten Umgebung. Eine geschichtliche Studie. Wien 1917
- Geschichte der Pfarre und Kirche St. Johann von Nepomuk in Wien 12. Bezirk, Meidling. Wien 1917
- Hetzendorf. Eine Geschichte des ehemaligen Vorortes und jetzigen Teiles des 12. Wiener Gemeindebezirkes und seines kaiserlichen Schlosses. Wien 1918
- Wiens 12. Gemeindebezirk Meidling. Für Schule und Haus dargestellt. Jugend & Volk, Wien 1923
- Schloß und Park Schönbrunn in Wien. Historisch-topographischer Führer. Gerlach & Wiedling, Wien 1924 (gemeinsam mit August Eigner)
- Festschrift zur Enthüllungsfeier des Meidlinger Künstler-Gedenksteines im Theresienbadpark. Zentralausschuß für Heimatforschung, Wien 1926
- Festschrift zur Enthüllung der Gedenktafel für den Tondichter Josef Reiter an dem Hause XII. Hetzendorfer Straße 89. Zentralausschuß für Heimatforschung, Wien 1927
- Meidling. Der 12. Wiener Gemeindebezirk in Vergangenheit und Gegenwart. Österreichische Verlags- und Vertriebsgesellschaft, Wien 1930
- Ereignisse des Revolutionsjahres 1848 in den ehemaligen zum heutigen 12. Wiener Gemeindebezirke vereinigten Vorortgemeinden und deren Umgebung. Zentralausschuß für Heimatforschung, Wien 1930
- Geschichte der Schwachsinnigenfürsorge, des Schwachsinnigenbildungswesens und der Hilfsschule. Österreichischer Bundesverlag, Wien 1930
- Das Pfann’sche Mineralbad in Wien XII. Die einzige Mineralquelle Wiens. Wien 1931
- Die Verkehrswege des 12. Wiener Gemeindebezirkes und die Erklärung ihrer Namen. Zentralausschuss für Heimatforschung, Wien 1931
- Katalog des Meidlinger Heimatmuseums. Zentralausschuß für Heimatforschung, Wien 1932
- Eine kurze Geschichte der Pfarrkirche zum hl. Oswald in Altmannsdorf Wien XII. Volkslesehalle, Wien 1933
- Festschrift zur Enthüllung einer Gedenktafel für den Tondichter Professor Edmund Reim an seinem Sterbehause, XII, Schönbrunner Straße 230. Zentralausschuß für Heimatforschung, Wien 1933